# 1887年至1888年英格蘭足總盃
1887/88球季英格蘭足總盃（英語：FA Cup），是第17屆英格蘭足總盃，今屆賽事的冠軍是西布朗，他們在決賽以3:0擊敗普雷斯頓，奪得冠軍。本屆賽事繼續在橢圓體育場舉行。
西布朗擊敗勁旅普雷斯頓，首奪足總盃冠軍。

## 外部連結
1. 英格蘭足總盃官網Archive-It的存檔，存档日期2012-04-24
2. 英格蘭足總盃 歷屆冠軍（页面存档备份，存于）